# Melanolophia vulsa
Melanolophia vulsa là một loài bướm đêm trong họ Geometridae.